# 巴斯德效应
1861年巴斯德发现，相比起足氧的情况，酵母在缺氧的情况下消耗更多的葡萄糖。这就是所谓的巴斯德效应。 （页面存档备份，存于）
现在，人们将在厌氧型和需氧型能量代谢之间的转换过程总结为巴斯德效应。这个过程由细胞的能量状况和氧气的供给决定。
在真核生物也有类似情况;和酵母的终产物酒精不同，真核生物无氧呼吸的终产物是乳酸盐。这两个过程被称作发酵。
- 运动的骨骼肌需要能量，但这些能量者能通过无氧呼吸，即由葡萄糖转变为乳酸的过程中获得。最后一部反应，乳酸的生成，会同时产生NAD+，这正是糖酵解过程所需要的。

在氧气充足的情况下，NAD+可以继续在后续的反应中(糖酵解-柠檬酸循环-呼吸链)中再生，而且这个有氧呼吸的过程产生近20倍的能量。在供给氧气的情况下，可以观察到酵母的代谢从厌氧到需氧的转变:葡萄糖的代谢产物会大量减少，这可以通过测量NADH的吸光度得出。这个转变的调节酶为磷酸果糖激酶。 
- 骨骼肌对待葡萄糖显得不太经济，但这并没意味着浪费，肝和心肌都能够将乳糖通过糖异生再生为葡萄糖，这就是科里循环。而糖异生消耗能量：两丙酮酸通过糖异生合成一分子葡萄糖要消耗6分子ATP。
- 活动量大的动物，其骨骼肌的颜色比畜养起来的动物的更红，-这正是巴斯德效应:经常运动，有氧呼吸也能在一定程度上供给能量。因为前者的血供比后者更好，而好的血供能为骨骼肌提供更多的氧气。

没有线粒体的细胞(红血球)是没有巴斯德效应的。肿瘤细胞能够绕过巴斯德效应 （页面存档备份，存于），这是因为肿瘤细胞的调节功能失常，这会导致大量乳酸产生。在过去有人想利用这一点治疗肿瘤。
用简明的语言总结巴斯德效应为:
- 发酵是一种能帮助很多生物度过恶劣环境的代谢途径，但它并不经济。

## 连接
- Diagramme （页面存档备份，存于）
- Sehr interessanter Artikel zur Alkoholischen Gärung （页面存档备份，存于）